# Villa Pesqueira
Villa Pesqueira là một đô thị thuộc bang Sonora, México. Năm 2005, dân số của đô thị này là 1374 người.